# Ільмурзино
Ільму́рзино (рос. Ильмурзино, башк. Илмырҙа) — присілок (у минулому село) у складі Кушнаренковського району Башкортостану, Росія. Входить до складу Старокамишлинської сільської ради.
Населення — 297 осіб (2010; 315 у 2002).
Національний склад:
- башкири — 79 %